# The Red Badge of Courage
|  | Aquest article tracta sobre la novel·la de Stephen Crane. Si cerqueu la pel·lícula del mateix nom, vegeu «The Red Badge of Courage (pel·lícula)». |

The Red Badge of Courage (La insígnia roja del coratge) és una novel·la de guerra de l'autor estatunidenc Stephen Crane (1871–1900). Té lloc durant la Guerra Civil americana, la història tracta sobre un jove private de l'Exèrcit de la Unió, Henry Fleming, que fuig del camp de batalla. Aclaparat per la vergonya, ell anhela una ferida, una "insígnia roja del coratge", per contrarestar la seva covardia. Quan el seu regiment, una vegada més s'enfronta a l'enemic, Henry actua com banderer.
En català: La insígnia roja del coratge, traduït per Maria Iniesta i Agulló, Edicions de 1984, ISBN 84-96061-51-5.